# Ronde van Frankrijk 2025/Vijfde etappe
De vijfde etappe van de Ronde van Frankrijk 2025 werd verreden op 9 juli. De Olympisch en wereldkampioen tijdrijden Remco Evenepoel won de etappe met een voorsprong van zestien seconden op Tadej Pogačar, die wel de leiding in het algemeen klassement overnam.

## Parcours
De eerste individuele tijdrit van deze Ronde van Frankrijk startte in Caen. Er waren drie tussenpunten in de 33 kilometer lange tijdrit: in Cambes-en-Plaine, Thaon en Gruchy. De finish lag ook in Caen, bij het Hippodrome de la Prairie.

## Koersverloop
De eerste renner die aan de tijdrit in Caen begon was de Kazak Jevgeni Fjodorov. De eerste richttijd werd echter neergezet door de Spanjaard Iván Romeo, gevolgd door de Italiaan Edoardo Affini, die lang de snelste tijd zou houden. Bruno Armirail en Luke Plapp haalden wel snellere tijden bij de tussenpunten, maar waren aan de finish langzamer dan Affini. 
Rond 16:30 begonnen de eerste klassementsrenners aan de tijdrit. Onder andere Florian Lipowitz en Primož Roglič kwamen niet in de buurt van Affini en het was wachten op de grote favoriet voor de etappezege: Remco Evenepoel. Als nummer negen in het klassement begon hij om kwart  voor vijf aan de tijdrit. Evenepoel pakte vooral in het tweede deel van de tijdrit tijdswinst op Affini en was op de finish 33 seconden sneller. De enige renner die later bij Evenepoel in de buurt bleef, was Tadej Pogačar, die uiteindelijk 16 seconden langzamer was en tweede werd. Jonas Vingegaard kwam niet in de buurt van zijn concurrenten en werd dertiende op meer dan een minuut.

## Uitslag etappe
| Caen – Caen (33,0 km) |                      |                            |            |
| Plaats                | Naam                 | Ploeg                      | Tijd       |
| Winnaar               | Remco Evenepoel      | Soudal Quick-Step          | 36'42,02"  |
| 2                     | Tadej Pogačar        | UAE Team Emirates-XRG      | + 16,68"   |
| 3                     | Edoardo Affini       | Visma \| Lease a Bike      | + 33,06"   |
| 4                     | Bruno Armirail       | Decathlon AG2R La Mondiale | + 35,53"   |
| 5                     | Kévin Vauquelin      | Arkéa-B&B Hotels           | + 49,80"   |
| 6                     | Florian Lipowitz     | Red Bull-BORA-hansgrohe    | + 58,51"   |
| 7                     | Iván Romeo           | Movistar                   | + 1'02,92" |
| 8                     | João Almeida         | UAE Team Emirates-XRG      | + 1'14,90" |
| 9                     | Luke Plapp           | Jayco AlUla                | + 1'17,94" |
| 10                    | Pablo Castrillo      | Movistar                   | + 1'18,58" |
|                       |                      |                            |            |
| 18                    | Mathieu van der Poel | Alpecin-Deceuninck         | + 1'44,51" |

## Klassementen

### Algemeen klassement
| Algemeen klassement (gele trui) |                      |                         |           |
| Plaats                          | Naam                 | Ploeg                   | Tijd      |
| Gele trui                       | Tadej Pogačar        | UAE Team Emirates-XRG   | 17u22'58" |
| 2                               | Remco Evenepoel      | Soudal Quick-Step       | + 42"     |
| 3                               | Kévin Vauquelin      | Arkéa-B&B Hotels        | + 59"     |
| 4                               | Jonas Vingegaard     | Visma \| Lease a Bike   | + 1'13"   |
| 5                               | Matteo Jorgenson     | Visma \| Lease a Bike   | + 1'22"   |
| 6                               | Mathieu van der Poel | Alpecin-Deceuninck      | + 1'28"   |
| 7                               | João Almeida         | UAE Team Emirates-XRG   | + 1'53"   |
| 8                               | Primož Roglič        | Red Bull-BORA-hansgrohe | + 2'30"   |
| 9                               | Florian Lipowitz     | Red Bull-BORA-hansgrohe | + 2'31"   |
| 10                              | Mattias Skjelmose    | Lidl-Trek               | + 2'32"   |

### Puntenklassement
| Puntenklassement (groene trui) |                      |                       |        |
| Plaats                         | Naam                 | Ploeg                 | Punten |
| Groene trui                    | Tadej Pogačar        | UAE Team Emirates-XRG | 97     |
| 2                              | Jonathan Milan       | Lidl-Trek             | 92     |
| 3                              | Biniam Girmay        | Intermarché-Wanty     | 87     |
| 4                              | Mathieu van der Poel | Alpecin-Deceuninck    | 80     |
| 5                              | Tim Merlier          | Soudal Quick-Step     | 72     |
| 6                              | Anthony Turgis       | TotalEnergies         | 57     |
| 7                              | Søren Wærenskjold    | Uno-X Mobility        | 46     |
| 8                              | Jonas Vingegaard     | Visma \| Lease a Bike | 43     |
| 9                              | Paul Penhoët         | Groupama-FDJ          | 43     |
| 10                             | Remco Evenepoel      | Soudal Quick-Step     | 37     |

### Bergklassement
| Bergklassement (bolletjestrui) |                            |                       |        |
| Plaats                         | Naam                       | Ploeg                 | Punten |
| Bolletjestrui                  | Tadej Pogačar              | UAE Team Emirates-XRG | 5      |
| 2                              | Tim Wellens                | UAE Team Emirates-XRG | 5      |
| 3                              | Jonas Vingegaard           | Visma \| Lease a Bike | 3      |
| 4                              | Lenny Martinez             | Bahrain Victorious    | 2      |
| 5                              | Benjamin Thomas            | Cofidis               | 2      |
| 6                              | Kévin Vauquelin            | Arkéa-B&B Hotels      | 1      |
| 7                              | Anders Halland Johannessen | Uno-X Mobility        | 1      |
| 8                              | Kasper Asgreen             | EF Education-EasyPost | 1      |
| 9                              | Andreas Leknessund         | Uno-X Mobility        | 1      |

### Jongerenklassement
| Jongerenklassement (witte trui) |                     |                         |           |
| Plaats                          | Naam                | Ploeg                   | Tijd      |
| Witte trui                      | Remco Evenepoel     | Soudal Quick-Step       | 17u23'40" |
| 2                               | Kévin Vauquelin     | Arkéa-B&B Hotels        | + 17"     |
| 3                               | Florian Lipowitz    | Red Bull-BORA-hansgrohe | + 1'49"   |
| 4                               | Mattias Skjelmose   | Lidl-Trek               | + 1'50"   |
| 5                               | Oscar Onley         | Picnic PostNL           | + 1'59"   |
| 6                               | Carlos Rodríguez    | INEOS Grenadiers        | + 3'22"   |
| 7                               | Joseph Blackmore    | Israel-Premier Tech     | + 5'17"   |
| 8                               | Jenno Berckmoes     | Lotto                   | + 5'34"   |
| 9                               | Ben Healy           | EF Education-EasyPost   | + 3'51"   |
| 10                              | Romain Grégoire     | Groupama-FDJ            | + 8'11"   |
|                                 |                     |                         |           |
| 23                              | Frank van den Broek | Picnic PostNL           | + 23'22"  |

### Ploegenklassement
| Plaats | Ploeg                           | Tijd      |
| ------ | ------------------------------- | --------- |
|        | Team Visma \| Lease a Bike      | 52u13'11" |
| 2      | UAE Team Emirates-XRG           | + 1'28"   |
| 3      | Groupama-FDJ                    | + 7'14"   |
| 4      | Decathlon AG2R La Mondiale Team | + 7'20"   |
| 5      | Arkéa-B&B Hotels                | + 8'08"   |

## Uitvallers
Niet gestart
- Jasper De Buyst (Lotto): De Buyst startte niet wegens ziekte.[3]
- Emilien Jeannière (TotalEnergies): Jeannière had de vierde etappe voltooid met, zo bleek achteraf, een gebroken schouderblad. Hij ging een dag later niet meer van start.[4]

1e etappe ·
2e etappe ·
3e etappe ·
4e etappe ·
5e etappe ·
6e etappe ·
7e etappe ·
8e etappe ·
9e etappe ·
10e etappe ·
11e etappe ·
12e etappe ·
13e etappe ·
14e etappe ·
15e etappe ·
16e etappe ·
17e etappe ·
18e etappe ·
19e etappe ·
20e etappe ·
21e etappe
Startlijst · Eindstanden · Afbeeldingen